# Solanum pedemontanum
Solanum pedemontanum är en potatisväxtart som beskrevs av Michael Nee. Solanum pedemontanum ingår i släktet skattor som ingår i familjen potatisväxter. Inga underarter finns listade i Catalogue of Life.